# Гарке, Август
Кристиан Август Фридрих Гарке (нем. Christian August Friedrich Garcke или нем. Friedrich August Garcke, или нем. August Garcke, 25 октября 1819 — 10 января 1904) — немецкий ботаник и фармацевт.

## Биография
Кристиан Август Фридрих Гарке родился в Бройнроде 25 октября 1819 года.
Гарке изучал теологию в Галле с 1840 года. Он переехал в Берлин в 1851 году и был принят на работу в 1865 году в Ботаническом саде Берлина.
Гарке внёс значительный вклад в ботанику, описав множество видов семенных растений.
Кристиан Август Фридрих Гарке умер в Берлине 10 января 1904 года.

## Научная деятельность
Кристиан Август Фридрих Гарке специализировался на семенных растениях.

## Научные работы
- A. Garcke: August Garcke’s illustrierte Flora von Deutschland. Zum Gebrauche auf Exkursionen, in Schulen und zum Selbstuntericht. 20., umgearbeitete Auflage. Herausg. von F. Niedenzu. Verlangsbuchhandlung Paul Parey, Berlin 1908.
- A. Garcke: Illustrierte Flora Deutschland und angrenzende Gebiete. 23., völlig neu gestaltete Ausgabe. Herausg. v. K. von Weihe. Verlag Paul Parey, Berlin und Hamburg 1972. ISBN 3-489-68034-0.